# Генріх II (граф Люксембургу)
Генріх II (*Heinrich II, 1005  —14 жовтня 1047) — граф Люксембургу у 1026—1047 роках, герцог Баварії у 1042—1047 роках (як Генріх VII).

## Життєпис
Походив зі Старшої династії Люксембургів (Люксембурзької лінії Арденнського дому). Старший син Фрідріха, графа Мозельгау, і Ірмінтруди фон Глайберг. Народився у 1005 році. У 1019 році помер його батько. Проте він не відразу отримав його графство.
1025 року стає графом Мозельгау. У 1026 році після смерті свого стрийка Генріха I успадкував графство Люксембург. 1035 року призначено фогтом місцевості Санкт-Максиміна.
У 1042 році отримав Баварію від Генріха III, імператора Священної Римської імперії, щоб відбивати набіги угорців на чолі із Самуїлом Аба. Брав участь в походах проти угорців в 1042, 1043, і 1 1044 роках.
У 1047 році супроводжував імператора в поході проти Дітріха IV, графа Голландського. Генріх II помер того ж року. Він не був одружений. Був похований в абатстві Санкт-Максимін в Трірі. Люксембург отримав його брат Гізельберт, а Баварію отримав Конрад фон Цютфен.